# Podlešínský potok
Podlešínský potok (dříve též nazývaný Žmole), pojmenovaný podle vesnice Podlešín, je téměř 1,5 km dlouhý levý přítok řeky Labe. Pramení ve výšce 420 m n. m. a po překonání strmého klesání končí svou pouť v nadmořské výšce 140 m.
Je významný zejména díky přírodní památce Vaňovský vodopád (cca 650 metrů proti proudu od svého ústí), která tvoří oblíbené místo pro nenáročné výlety obyvatelům Ústí nad Labem.
Jeho správcem je státní podnik Lesy České republiky.